# 포스 워크스
포스 워크스는 마블 코믹스의 슈퍼히어로 팀의 이름이다.

## 출판 역사
포스 워크스의 초판은 1994년 1월 포스 워크스 1호에 등장했다. 이 만화는 댄 애브닛과 앤디 래닝이 각본을 맡고, 톰 테니가 그림을 맡았다.
. 이 팀은 웨스트 코스트 어벤저스의 남아있는 세력이 내부 분쟁으로 인해 어벤저스를 떠난 지도자 아이언맨에 의해 창립되었다. 포스 워크스는 자연적이고 인간에 의한 재난 모두를 다룬다는 점에서 어벤저스와 다른 외양을 보여주었다. 포스 워크스의 두번째 판본은 시빌 워에서 언급되었다.

## 팀의 이력

### 웨스트 코스트 어벤저스의 잔해에서
포스 워크스는 웨스트 코스트 어벤저스의 해산 이후 곧 창립되었다. 아이언맨으로도 알려진 토니 스타크는 웨스트 코스트 어벤저스, 특히 어벤저스의 동해안 지부와는 다른 철학을 가지고 슈퍼히어로 단체를 만들고자 했다. 그들은 재앙을 저지하는 것이 아니라 예방하기로 결정했다. 창립 멤버에는 아이언맨, 줄리아 카펜터, U.S. 에이전트, 스칼렛 위치, 원더맨이 있었다. 그들의 첫 임무가 끝난 후 크리의 침공으로 인해 원더맨은 죽은 것으로 생각되었고, 외계인 센츄리가 그의 자리를 대신했다. 이 단체는 미래의 일을 예견하는 슈퍼컴퓨터인 카오스 컴퓨터와 스칼렛 위치의 헥스 파워를 혼합해서 사용했다.
포스 워크스는 더 워크스로 알려진 스타크 인더스트리의 시설을 사용했다. 이 건물은 팀의 목적을 위해 장비를 갖추고 있었다. 건물은 최고의 보안 체계와 스텔스 기능을 가지고 있었으며, 나노기술을 통해 건물이 피해를 입으면 수리할 수 있도록 도왔다. 스타크 인더스트리 직원들이 건물을 운용했으며, 포스 워크스는 임무에 집중할 수 있었다. 워크스 안에는 홀로그래프를 생산할 수 있는 시설과 생활 및 훈련 시설도 갖추고 있었다. 포스 워크스는 공식적으로 스칼렛 위치가 이끌었지만, 아이언맨은 복종을 하지 않고 그들의 임무 도중 자신 만의 결정을 내렸는데, 이는 후에 정복자 캉이 그의 영향 하에 아이언맨을 조종하던 것으로 드러났다. 팀은 몇 차례 전투를 치렀지만, 2년 동안만 존재했고 해산되었다. 대부분의 회원들은 어벤저스에 재가입하거나 잠적했다.

### 50개 주 계획
포스 워크스의 새로운 판은 50개주 계획의 일부로 아이오와주에 파견된 팀을 말한다. 어떠한 회원도 드러나지 않고 있으며 이름조차 밝혀진 적이 없다. 편집자 톰 브리보어트는 뉴사라마 인터뷰에서 새로운 슈퍼히어로로 구성된 팀이 될 것이며, 업그레이드된 영웅이 설정될 수 있다고 밝혔다. 포스 워크스는 아이언맨: 쉴드의 국장 33호에서 다시 언급된다. 스타크 위성을 조사하던 중 워 머신은 사이버맨서를 만나며 워 머신은 그녀가 포스 워크스의 회원이었다고 회상한다.

## 회원
- 아이언맨
- 센츄리[5]
- 사이버맨서
- 문레이커
- 스칼렛 위치[6]
- 스파이더 우먼[7][8]
- U.S. 에이전트
- 워 머신[9]
- 원더맨